# Volta a Polònia 2014
La Volta a Polònia 2014 és la 71a edició de la cursa ciclista Volta a Polònia. La cursa es disputà entre el 3 i el 9 d'agost de 2014, després de 1.253 km, distribuïts en set etapes, la darrera d'ella una contrarellotge individual. Aquesta era la vintena prova de l'UCI World Tour 2014.
El vencedor final fou el polonès Rafał Majka (Team Tinkoff-Saxo), que s'imposà per tan sols 8 segons sobre Ion Izagirre (Movistar Team) i 22 sobre el també espanyol Beñat Intxausti. Majka va basar la seva victòria final en les dues etapes de muntanya guanyades, que el van dur a liderar la cursa. En la darrera etapa, una contrarellotge individual, va saber mantenir les diferències respecte a la resta de rivals.
En la resta de classificacions Iauhèn Hutaròvitx (AG2R La Mondiale) guanyà la dels punts, Matthias Krizek (Cannondale) ls de les metes volants, Maciej Paterski (CCC Polsat Polkowice) la de la muntanya i el Movistar Team la dels equips.

## Equips participants
Vint-i-un equips prenen part en aquesta edició: els 18 World Tour, que tenen l'obligació de participar-hi en ser una cursa de l'UCI World Tour, dos equips continentals professionals i un equip nacional polonès.
| Núm.    | Codi | Equip                   |
| ------- | ---- | ----------------------- |
| 1-8     | OGE  | Orica-GreenEDGE         |
| 11-18   | OPQ  | Omega Pharma-Quick Step |
| 21-28   | TCS  | Team Tinkoff-Saxo       |
| 31-38   | SKY  | Team Sky                |
| 41-48   | AST  | Astana Qazaqstan Team   |
| 51-58   | GRS  | Garmin-Sharp            |
| 61-68   | LAM  | Lampre-Merida           |
| 71-78   | BMC  | BMC Racing Team         |
| 81-88   | TFR  | Trek Factory Racing     |
| 91-98   | CAN  | Cannondale              |
| 101-108 | KAT  | Team Katusha            |

| Núm.    | Codi | Equip                   |
| ------- | ---- | ----------------------- |
| 111-118 | BEL  | Belkin Pro Cycling Team |
| 121-128 | MOV  | Movistar Team           |
| 131-138 | GIA  | Giant-Shimano           |
| 141-148 | LTB  | Lotto-Belisol           |
| 151-158 | ALM  | AG2R La Mondiale        |
| 161-168 | FDJ  | FDJ                     |
| 171-178 | EUC  | Team Europcar           |
| 181-188 | POL  | Polònia                 |
| 191-198 | CCC  | CCC Polsat Polkowice    |
| 201-208 | RVL  | RusVelo                 |

## Etapes
| Etapa | Data      | Ciutats d'etapa                      | km  | Vencedor de l'etapa       | Líder de la general     | Ref.  |
| ----- | --------- | ------------------------------------ | --- | ------------------------- | ----------------------- | ----- |
| 1a    | 3 d'agost | Gdańsk - Bydgoszcz                   | 226 | Iauhèn Hutaròvitx (BLR)   | Iauhèn Hutaròvitx (BLR) | [ 1 ] |
| 2a    | 4 d'agost | Toruń - Varsòvia                     | 234 | Petr Vakoč (CZE)          | Petr Vakoč (CZE)        | [ 2 ] |
| 3a    | 5 d'agost | Kielce - Rzeszów                     | 180 | Theo Bos (NED)            | Petr Vakoč (CZE)        | [ 3 ] |
| 4a    | 6 d'agost | Tarnów - Katowice                    | 236 | Jonas Van Genechten (NED) | Petr Vakoč (CZE)        | [ 4 ] |
| 5a    | 7 d'agost | Zakopane - Štrbské pleso (SVK)       | 178 | Rafał Majka (POL)         | Petr Vakoč (CZE)        | [ 5 ] |
| 6a    | 8 d'agost | Terma Bukowina - Bukowina Tatrzańska | 174 | Rafał Majka (POL)         | Rafał Majka (POL)       | [ 6 ] |
| 7a    | 9 d'agost | Cracòvia - Cracòvia                  | 25  | Kristof Vandewalle (BEL)  | Rafał Majka (POL)       | [ 7 ] |

## Classificacions finals

### Classificació general
|    | Ciclista                 | Equip                   | Temps       |
| -- | ------------------------ | ----------------------- | ----------- |
| 1  | Rafał Majka (POL)        | Team Tinkoff-Saxo       | 30h 16' 18" |
| 2  | Ion Izagirre (ESP)       | Movistar Team           | + 8"        |
| 3  | Beñat Intxausti (ESP)    | Movistar Team           | + 22"       |
| 4  | Christophe Riblon (FRA)  | AG2R La Mondiale        | + 34"       |
| 5  | Przemysław Niemiec (POL) | Lampre-Merida           | + 1' 20"    |
| 6  | Andrey Amador (CRC)      | Movistar Team           | + 1' 21"    |
| 7  | Philip Deignan (IRL)     | Team Sky                | + 1' 24"    |
| 8  | Robert Gesink (NED)      | Belkin Pro Cycling Team | + 1' 41"    |
| 9  | Dominik Nerz (GER)       | BMC Racing Team         | + 1' 42"    |
| 10 | Petr Vakoč (CZE)         | Omega Pharma-Quick Step | + 1' 49"    |

### Classificacions secundàries
|   | Ciclista                | Equip            | Temps |
| - | ----------------------- | ---------------- | ----- |
| 1 | Iauhèn Hutaròvitx (BLR) | AG2R La Mondiale | 66    |
| 2 | Michael Matthews (AUS)  | Orica-GreenEDGE  | 58    |
| 3 | Ion Izagirre (ESP)      | Movistar Team    | 50    |

|   | Ciclista              | Equip                   | Punts |
| - | --------------------- | ----------------------- | ----- |
| 1 | Matthias Krizek (AUT) | Cannondale              | 11    |
| 2 | Petr Vakoč (CZE)      | Omega Pharma-Quick Step | 6     |
| 3 | Paweł Bernas (POL)    | Selecció de Polònia     | 6     |

|   | Ciclista                   | Equip                   | Punts |
| - | -------------------------- | ----------------------- | ----- |
| 1 | Maciej Paterski (POL)      | CCC Polsat Polkowice    | 81    |
| 2 | Serguei Lagutin (RUS)      | RusVelo                 | 24    |
| 3 | Lars Petter Nordhaug (NOR) | Belkin Pro Cycling Team | 20    |

|   | Equip                   | País         | Temps       |
| - | ----------------------- | ------------ | ----------- |
| 1 | Movistar Team           | Espanya      | 90h 49' 47" |
| 2 | Omega Pharma-Quick Step | Bèlgica      | + 3' 56"    |
| 3 | BMC Racing Team         | Estats Units | + 5' 46"    |

### UCI World Tour
La Volta a Polònia atorga punts per l'UCI World Tour 2014 sols als ciclistes dels equips de categoria World Tour.
| Posició               | 1r  | 2n | 3r | 4t | 5è | 6è | 7è | 8è | 9è | 10è |
| Classificació general | 100 | 80 | 70 | 60 | 50 | 40 | 30 | 20 | 10 | 4   |
| Per etapa             | 6   | 4  | 2  | 1  | 1  |    |    |    |    |     |

| # | Ciclista                 | Equip                   | Punts |
| - | ------------------------ | ----------------------- | ----- |
| 1 | Rafał Majka (POL)        | Team Tinkoff-Saxo       | 112   |
| 2 | Ion Izagirre (ESP)       | Movistar Team           | 84    |
| 3 | Beñat Intxausti (ESP)    | Movistar Team           | 78    |
| 4 | Christophe Riblon (FRA)  | AG2R La Mondiale        | 61    |
| 5 | Przemysław Niemiec (POL) | Lampre-Merida           | 51    |
| 6 | Andrey Amador (CRC)      | Movistar Team           | 40    |
| 7 | Philip Deignan (IRL)     | Team Sky                | 30    |
| 8 | Robert Gesink (NED)      | Belkin Pro Cycling Team | 20    |
| 9 | Dominik Nerz (GER)       | BMC Racing Team         | 10    |
| 9 | Petr Vakoč (CZE)         | Omega Pharma-Quick Step | 10    |

## Evolució de les classificacions
| Etapa                  | Vencedor               | Classificació general | Classificació per punts | Classificació de les metes volants | Classificació de la muntanya | Classificació per equips |
| ---------------------- | ---------------------- | --------------------- | ----------------------- | ---------------------------------- | ---------------------------- | ------------------------ |
| 1                      | Iauhèn Hutaròvitx      | Iauhèn Hutaròvitx     | Iauhèn Hutaròvitx       | Jimmy Engoulvent                   | Maciej Paterski              | Omega Pharma-Quick Step  |
| 2                      | Petr Vakoč             | Petr Vakoč            | Iauhèn Hutaròvitx       | Petr Vakoč                         | Maciej Paterski              | Omega Pharma-Quick Step  |
| 3                      | Theo Bos               | Petr Vakoč            | Iauhèn Hutaròvitx       | Petr Vakoč                         | Maciej Paterski              | Omega Pharma-Quick Step  |
| 4                      | Jonas Van Genechten    | Petr Vakoč            | Iauhèn Hutaròvitx       | Matthias Krizek                    | Mateusz Taciak               | Omega Pharma-Quick Step  |
| 5                      | Rafał Majka            | Petr Vakoč            | Iauhèn Hutaròvitx       | Matthias Krizek                    | Maciej Paterski              | Movistar Team            |
| 6                      | Rafał Majka            | Rafał Majka           | Iauhèn Hutaròvitx       | Matthias Krizek                    | Maciej Paterski              | Movistar Team            |
| 7                      | Kristof Vandewalle     | Rafał Majka           | Iauhèn Hutaròvitx       | Matthias Krizek                    | Maciej Paterski              | Movistar Team            |
| Classificacions finals | Classificacions finals | Rafał Majka           | Iauhèn Hutaròvitx       | Matthias Krizek                    | Maciej Paterski              | Movistar Team            |